# Гайдамацкое (Кировоградская область)
Гайдама́цкое (укр. Гайдамацьке; до 1830 года — Михайловка, в 1830—2024 годах — Елизаветградка) — посёлок в Александровской поселковой общине Кропивницкого района Кировоградской области Украины.

## Географическое положение
Находится на реке Ингулец (приток Днепра).

## История
Являлся селом Елизаветградковской волости Александрийского уезда Херсонской губернии Российской империи. До 1959 года — центр Елизаветградковского района. В 1957—2024 годах — посёлок городского типа
В ходе Великой Отечественной войны селение было оккупировано немецкими войсками.
В 1972 году крупнейшим предприятием посёлка являлся кирпичный завод.
В январе 1989 года численность населения составляла 2067 человек.
По состоянию на 1 января 2013 года численность населения составляла 1303 человека.
До 2020 года поселок входил в состав Александровского района
В сентябре 2024 года, постановлением Верховной Рады Украины посёлок был переименован в Гайдамацкое

## Транспорт
Находится в 6 км от ж.д. станции Цыбулёво (на линии Знаменка — им. Тараса Шевченко) Одесской железной дороги.

## Уроженцы
- Савва Евсеевич Голованивский — советский писатель.
- Михаил Скирда — генерал-майор милиции.